# (环庚三烯基)(环戊二烯基)铬
(环庚三烯基)(环戊二烯基)铬是一种有机铬化合物，化学式为C12H12Cr。它可由环戊二烯基苯铬和环庚三烯在三氯化铝存在下于氮气中反应，经水解、还原制得。

## 反应
它和叔丁基锂、四甲基乙二胺及Br(Me2N)B-B(NMe2)Br反应，可以得到相应的[2]硼杂蕃衍生物。